# Jules Gros (parolier)
Pour les articles homonymes, voir Jules Gros.
Jules Gros est un parolier de chansons français du XIXe siècle.

## Œuvres
- 1872 : Le Printemps, idylle, musique d'Albert Barlatier
- 1873 : Moutons et baisers, paysannerie, musique d'Albert Barlatier
- 1877 : L’Été, musique de Frédéric Bentayoux
- 1877 : La Cuve, chanson rustique, musique de Frédéric Bentayoux
- 1877 : Jeanne est grise !, musique de Frédéric Bentayoux
- 1880 : Le Printemps, villanelle, musique de Frédéric Bentayoux
- 1884 : Les Foins, musique de Frédéric Bentayoux
- 1890 : Ma cigarette, musique de Louis de Croze